# Militära underrättelse- och säkerhetstjänsten
Militära underrättelse- och säkerhetstjänsten (pol. Wojskowa Służba Wywiadu i Bezpieczeństwa, MUST) – szwedzka służba odpowiedzialna za wywiad zagraniczny i kontrwywiad wojskowy. Celem jest dostarczanie informacji wspierających szwedzką politykę zagraniczną, bezpieczeństwa i obrony, mapowanie zagrożeń zewnętrznych dla Szwecji oraz zapobieganie, wykrywanie i przeciwdziałanie zagrożeniom bezpieczeństwa wymierzonym w Siły Zbrojne i interesy Sił Zbrojnych w Szwecji i za granicą.
Obecnie działająca instytucja została utworzona 1 lipca 1994 roku po połączeniu Wspólnego Biura Wywiadowczego (szw. Underrättelse- och säkerhetskontoret, USK) oraz Zarządu Wywiadu i Bezpieczeństwa (szw. Underrättelse- och säkerhetsledningen, USL).
W szeregach MUST pracuje ok. 1200 funkcjonariuszy (liczby nie są dokładne, jedynie szacowane) będących specjalistami cywilnymi, jak i wojskowymi w różnych dziedzinach, np. politologia, strategia wojskowa, językoznawstwo, ekonomia, technologia, bezpieczeństwo IT, matematyka, kryptologia, prawo i HR. Około 30 procent pracowników to kobiety, a 70 procent to mężczyźni.

## Historia szwedzkiego wywiadu wojskowego

### 1905-1914
Pierwsze informacje o powołaniu służby wywiadowczej w Królestwie Szwecji pochodzą z 1905 roku, kiedy to w związku z kryzysem związkowym 24 czerwca wydano tajne memorandum w sprawie powołania wywiadu, napisane przez szefa wydziału łączności pułkownika Oxenstierna.
Za namową ministra obrony narodowej Larsa Tingstena w 1907 r. powołano Agencję Wywiadu, a w związku z reorganizacją Sztabu Generalnego w 1908 r. Służbę Zagraniczną. Marynarka Wojenna miała swój własny dział wywiadowczy od 1911 r.

### Okres I wojny światowej
Służba wywiadu wojskowego przeszła ogromny i szybki rozwój w czasie I wojny światowej. Wymagała zwiększonych zasobów i rozbudowania sieci agentów, co pozwoliłoby na szybkie rozpowszechnianie i ocenę danych wywiadowczych. Jednak okres międzywojenny był dla wywiadu wojskowego ciężkim wyzwaniem, ponieważ I wojna światowa zmniejszyła zasoby kraju.

### Okres II wojny światowej
W chwili wybuchu II wojny światowej, 1 września 1939 roku, organizacja wywiadowcza kierowana przez pułkownika Carlosa Adlercreutza liczyła 20 funkcjonariuszy. Zajmowano się wtedy głównie wydawaniem podręczników i dostarczaniem raportów attaché. Dopiero w 1943 roku wykonano pierwsze analizy operacyjno-strategiczne, na co wpływ w dużej mierze miało rozpoznanie lotnicze i sygnałowe.
W związku z wybuchem wojny zimowej powołano nową organizację, na czele której stanął major Carl Petersen. Organizacja nazywała się Agencja Graniczna (szw. Gränsbyrån), później Sekcja G (szw. G-sektionen). Zadaniem było obstawianie granic, stąd nazwa. Organizacja ostatecznie rozrosła się do prawie 1000 osób. Ponieważ do wywiadu trudno było pozyskać wykwalifikowaną kadrę wojskową, która cieszyła się złą reputacją, zaczęto rekrutować dużą liczbę późniejszych, znanych naukowców.
Pojawiła się sposobność do wykorzystania szwedzkich łączy telekomunikacyjnych. Dzięki światowej klasy osiągnięciom kryptologicznym profesora matematyki Arne Beurlinga zakodowane przez Geheimschreiber informacje zostały przechwycone i rozszyfrowane.

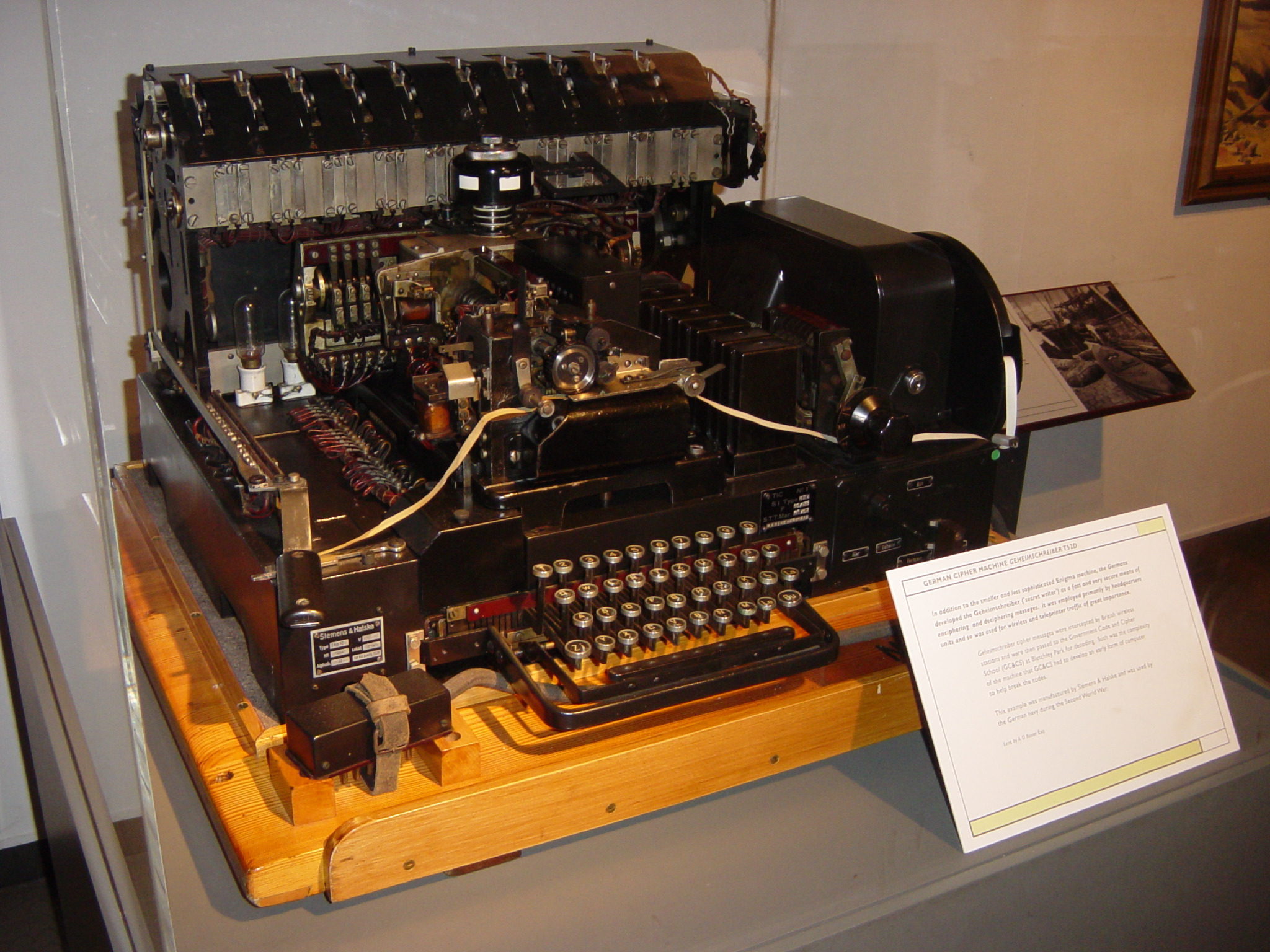
Geheimschreiber

Jesienią 1942 r. wydział wywiadu został przekształcony w oddział II Sztabu Obrony. W jej skład wchodził m.in. dział krajowy i zagraniczny. Sekcja G została wydzielona z wydziału wywiadu i zreorganizowana w Biuro C (szw. C-byrån), które podlegało bezpośrednio szefowi sekcji 2, komandorowi Danielowi Landquistowi.

### 1945-1994
W związku z wejściem w fazę zimnej wojny, 1 kwietnia 1945 r. powołano do życia Szwedzką Agencję Badań Obronnych (szw. Försvarets Forskningsanstalt, FOA). Jesienią 1946 r. dokonano reorganizacji Sztabu Obrony. Biuro C zostało przekształcone w 1946 w Biuro T (szw. T-kontoret) z historykiem religii Thede Palmem na czele.
W Sekcji 2 w 1957 r. utworzono tajną jednostkę zajmującą się zbieraniem danych wywiadu bezpieczeństwa i działała równocześnie z gromadzeniem danych wywiadowczych przez Biuro T. Jednostka w Sekcji 2 została nazwana Biuro B (szw. B-byrån) od pierwszej litery imienia szefa Birgera Elmera. Celem Biura B było wykrywanie „przewrotów społecznych” kierowanych przez Sowietów.

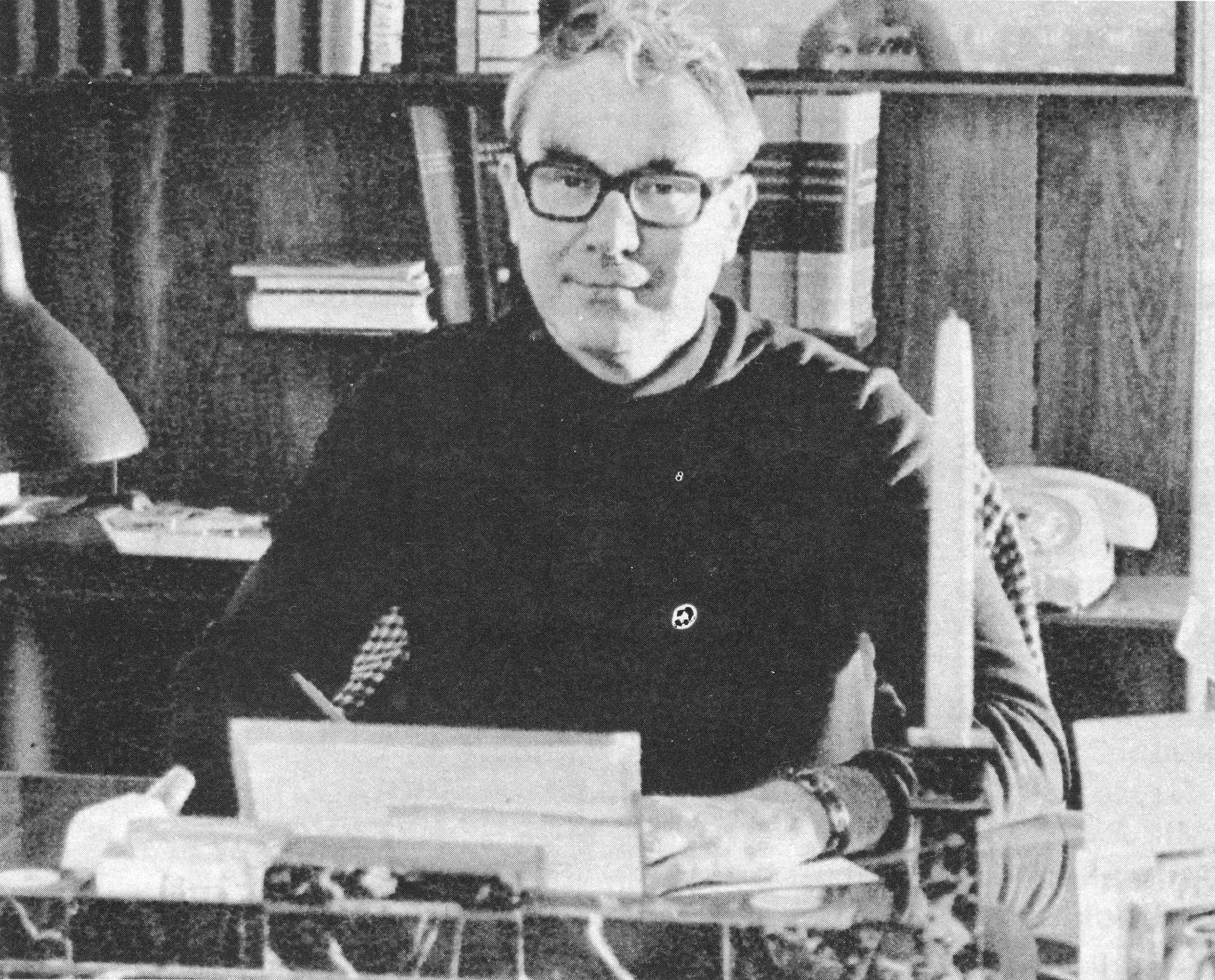
Birger Elmér szef IB

W związku z reorganizacją Sztabu Obrony jesienią 1961 r. agencja B została odłączona od Ministerstwa Spraw Wewnętrznych i otrzymała samodzielne stanowisko. Departament Spraw Zagranicznych został przemianowany na Departament Wywiadu. Ministerstwo Spraw Wewnętrznych zostało zreorganizowane w Departament Bezpieczeństwa dopiero w 1965 roku. Uznano, że wywiad wojskowy i służby bezpieczeństwa powinny być ściślej powiązane i zgodnie z Ustawą 1965:66, działalność Biura T i Biura B została połączona. Nowa organizacja otrzymała nazwę IB i podlegała Szefowi Sztabu Obrony. Szefem IB został Birger Elmér. W 1970 roku działalność kontrwywiadowcza prowadzona przez IB została czasowo wstrzymana. Wznowiono ją w latach 1971–1973.
Sztab Obrony został zreorganizowany w 1981 roku. Sekcja 2 została przemianowana na Sekcję Operacyjną 5 (szw. Operationssektion 5, Op 5), która była częścią kierownictwa operacyjnego. Główna zmiana organizacyjna polegała na tym, że armia, marynarka wojenna i siły powietrzne zostały pozbawione wywiadów. Zostały one przeniesione do Op 5.
W 1989 roku miała miejsce kolejna reorganizacja, która nie ominęła Op 5. Część kierowniczą włączono do Sztabu Obronnego, zwanego USL, a część odpowiedzialną za przetwarzanie rozbito i oddano pod władzę ÖB, zwaną USK, która otrzymała własną administrację. Połączenie USL i USK nastąpiło 1 lipca 1994 roku i tak powstała Wojskowa Służba Wywiadu i Bezpieczeństwa.

### Aktualna służba szwedzkiego wywiadu wojskowego
W 1999 r. powołano Sekretariat Koordynacji ds. Wywiadu Polityki Bezpieczeństwa (szw. Samordningssekretariatet för säkerhetspolitiska underrättelsefrågor, SUND). Zadaniem tej instytucji jest koordynacja i kontrola, aby uniknąć powielania pracy i pomijania ważnych informacji wywiadowczych.
Po reorganizacji MUST jest w strukturze organizacyjnej szwedzkich Sił Zbrojnych i służbą kieruje oficer w stopniu generała dywizji. W 2002 roku MUST posiadała trzy główne Departamenty: Wywiadu, Analityczny oraz ds. Wsparcia dla Misji Międzynarodowych. Aktualnie, po kolejnej reorganizacji, w skład MUST wchodzi sześć Departamentów: Planowania i Dowodzenia (szw. Ledningsavdelnngen, LED), Wywiadu (szw. Underrättelsekontoret, UNDK), Bezpieczeństwa (szw. Säkerhetskontoret, SÄKK), Zbiorów Specjalnych (szw. Kontoret för Särskild Inhämtning, KSI), Administracyjny (szw. Stödkontoret, StödK), Rozwoju i Polityki Długoterminowej (szw. Utvecklingsavdelning, UTV). Ten ostatni jest dodatkowo podzielony na departamenty odpowiedzialne za zbieranie informacji z poszczególnych regionów świata, tj. regionu euro-atlantyckiego, regionu euro-azjatyckiego oraz regionu Afryki i Azji.

## Podstawa prawna
- Ustawa (2000:130) o działaniach wywiadu obronnego (szw. Lag (2000:130) om försvarsunderrättelseverksam-het).

- Ustawa (2018:585) o Ochronie Bezpieczeństwa (szw. Säkerhetsskyddslag).

- Rozporządzenie (2018:658) o Ochronie Bezpieczeństwa (szw. Säkerhetsskyddsförordning).

- Regulacje Szwedzkich Sił Zbrojnych (FFS 2019:2) w zakresie ochrony bezpieczeństwa (szw. Försvarsmaktens föreskrifter (FFS 2019:2) om säkerhetsskydd).

## Zadania MUST
Podstawowym zadaniem Wojskowej Służby Wywiadu i Bezpieczeństwa jest wsparcie szwedzkiej polityki zagranicznej, bezpieczeństwa i obrony oraz ocena zewnętrznych zagrożeń dla państwa. Założenie to jest zapisane w pierwszym artykule Ustawy z 2000 r. o działalności wywiadu obronnego. Do zadań zaliczono również zapobieganie, wykrywanie i przeciwdziałanie zagrożeniom bezpieczeństwa wymierzonym w Siły Zbrojne oraz interesy Sił Zbrojnych w Szwecji i za granicą.
Działania są podzielone na trzy obszary:
- służba wywiadu bezpieczeństwa – analizowanie i odpowiadanie na zagrożenia bezpieczeństwa ze strony obcych służb wywiadowczych i innych podmiotów oraz na próby uzyskania informacji od Sił Zbrojnych;
- wydawanie poświadczeń bezpieczeństwa – działania zapobiegawcze, aby informacje objęte tajemnicą i dotyczące bezpieczeństwa Szwecji nie były ujawniane, zmieniane ani niszczone. Zapewnia również, że tylko osoby, które są wiarygodne z punktu widzenia bezpieczeństwa, mogą mieć dostęp do informacji i brać udział w działaniach ważnych dla bezpieczeństwa Szwecji;
- ochrona sygnału – uniemożliwia osobom nieupoważnionym wgląd w systemy telekomunikacyjne i informatyczne Szwedzkich Sił Zbrojnych lub wpływanie na nie. Odbywa się to za pomocą m.in. metod kryptograficznych[9].

## Uprawnienia funkcjonariuszy
MUST zajmuje się tylko i wyłącznie pozyskiwaniem i analizowaniem informacji. Funkcjonariusze nie mają prawa do prowadzenia czynności dochodzeniowo-śledczych, jak i nie mogą nikogo aresztować. Zgodnie z art. 4 ustawy z 2000 roku nie mogą być podejmowane działania zmierzające do rozwiązywania zadań, które zgodnie z ustawami lub innymi przepisami mieszczą się w ramach działania Organu Policji, Policji Bezpieczeństwa oraz innych organów ścigania i zapobiegania przestępczości. Jednak mogą służyć wsparciem takim organom jeśli zajdzie potrzeba.

## Kontrola i nadzór
Służby wywiadu i bezpieczeństwa podlegają Wojskowej Służbie Wywiadu i Bezpieczeństwa (MUST). Szkolenie personelu wywiadu i bezpieczeństwa prowadzone jest częściowo w Centrum Wywiadu i Bezpieczeństwa Sił Zbrojnych.
Nadzór nad MUST jest realizowany przez Siły Zbrojne. Istnieją dwie inne instytucje odpowiedzialne za kontrolę nad MUST. Pierwszym podmiotem jest Jednostka Koordynująca Działania Wywiadu Obronnego (szw. Enheten for samordning av försvarsunderrättelsefrågor, SUND). Ma ona za zadanie koordynację działań wojskowych służb wywiadowczych oraz usprawnienie dialogu agencji z rządem w zakresie realizacji zadań wywiadowczych. Drugim jest Państwowa Inspekcja Wywiadu Wojskowego (szw. Statens inspektion för försvarsunderrättelseverksamheten, SIUN) ma sprawdzać, w jaki sposób obywatele są obserwowani przez funkcjonariuszy i czy dochodzi do faktów łamania prawa przez służby.

## Współpraca krajowa i międzynarodowa
MUST współpracuje na szczeblu krajowym z pozostałymi dwoma służbami wywiadowczymi, czyli z Policją Bezpieczeństwa (szw. Säkerhetspolisen, SÄPO) i Agencją Wojskowego Rozpoznania Radioelektronicznego (szw. Försvarets radioanstalt, FRA), wojskiem oraz ze Szwedzką Agencją Obrony i Planowania Kryzysowego (szw. Myndigheten för samhällsskydd och beredskap, MSB), Wojskowym Instytutem Badawczym (szw. Försvarets Forskningsinstitut, FOI) i Agencją Zaopatrzenia Materiałowego Sił Zbrojnych (szw. Försvarets Materielverk, FMV). Poza tym, MUST działa w ramach Grupy Współpracy na rzecz Bezpieczeństwa Informacji (SAMFI), Krajowej Platformy na rzecz Ochrony przed Poważnymi Zagrożeniami Informatycznymi (NSIT) oraz Narodowego Centrum Oceny Zagrożeń Terrorystycznych (NCT).
MUST współpracuje również ze służbami wywiadowczymi i bezpieczeństwa innych krajów oraz uczestniczy w różnych forach międzynarodowych. Przyczynia się to do dobrego obrazu sytuacji i zwiększenia bezpieczeństwa.

## Szef MUST
Wraz z powstaniem MUST z 1994 roku ustalono, że Szefem instytucji może zostać oficer w stopniu generała dywizji i ma podlegać bezpośrednio Głównemu Dowódcy Sił Zbrojnych. 

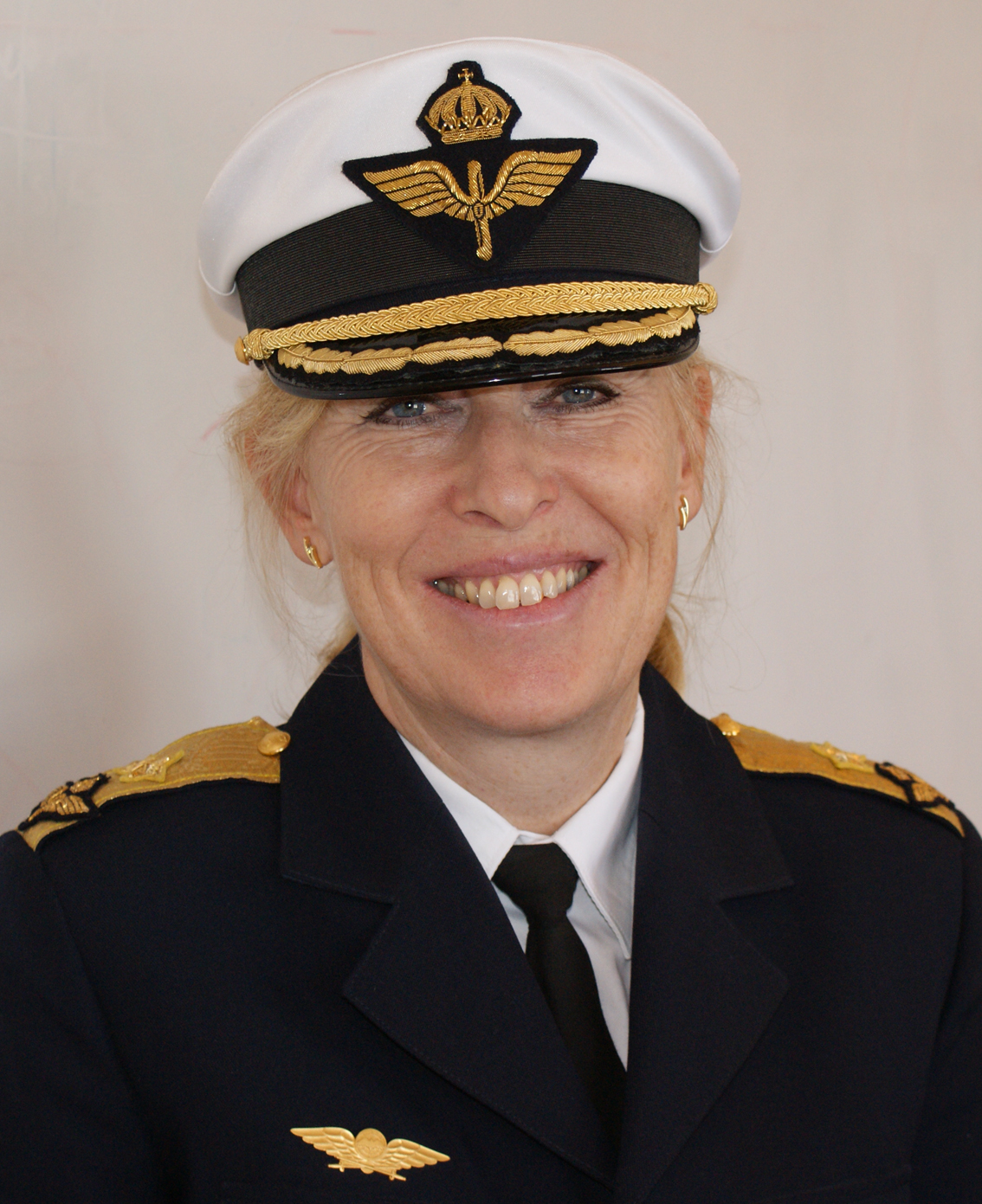
Lena Hallin szefowa MUST

### Dotychczasowi Szefowie MUST
| Osoba | Osoba               | Okres sprawowania funkcji | Okres sprawowania funkcji |
| #     | imię i nazwisko     | od                        | do                        |
| ----- | ------------------- | ------------------------- | ------------------------- |
| 1     | Erik Rossander      | 1993                      | 1999                      |
| 2     | Håkan Syrén         | 1999                      | 2003                      |
| 3     | Håkan Pettersson    | 2004                      | 2007                      |
| 4     | Stefan Kristiansson | 2007                      | 2012                      |
| 5     | Gunnar Karlson      | 2012                      | 2019                      |
| 6     | Lena Hallin         | 1 maja 2019               | obecnie                   |